# Federico de Solms-Laubach
Federico Luis Cristián Graf zu Solms-Laubach (29 de agosto de 1769, Laubach - 24 de febrero de 1822, Colonia) fue inicialmente miembro del Consejo de la Corte Imperial en Viena. Más tarde se convirtió en funcionario prusiano. Fue el primer y único presidente de la provincia de Jülich-Cléveris-Berg, que se unió a la provincia vecina del Gran Ducado del Bajo Rin en 1822 para formar la provincia del Rin poco después de su muerte.

## Vida

### Infancia
Después de la temprana muerte de su padre, el coronel de la guardia ducal de Brunswick y ayudante general Jorge Augusto Guillermo zu Solms-Laubach (1743), conde hereditario en 1772, sucedió a su abuelo Cristián Augusto (1714-1784) en el gobierno en 1784, inicialmente bajo regencia de su madre Isabel Carlota Fernandina, nacida princesa de Isenburg (1753-1829).

### Educación y formación
Recibió su educación de un tutor privado y luego de 1786 a 1789 estudió derecho en la Universidad de Giessen. Recibió formación jurídica práctica en el Tribunal de la Cámara Imperial. 

### Gobierno premediatización
Como representante del Wetterauer Grafenbank, Federico participó en el Reichstag de Ratisbona en 1789/90. En 1790 participó en la elección del emperador Leopoldo VII de Austria en Frankfurt am Main.
Entre 1791 y 1797 Federico fue consejero imperial en Viena. Luego representó hasta 1799 al Banco de los Condes de Wetterau y a la parte protestante del Colegio de los Condes de Westfalia en el Congreso de Rastatt.
El conde justificó su petición de abandonar el servicio en el Reich, entre otras cosas, por la alteración de sus circunstancias personales. De hecho, el condado se había endeudado durante sus años de ausencia.
En los años siguientes, se centró principalmente en sus posesiones. Sin embargo, viajó varias veces a París como enviado de otros señores menores.

### Guerras Napoleónicas
En 1813, Solms-Laubach ocupó un puesto clave en el departamento administrativo central del barón von Stein. Era responsable del sistema de crédito, de la administración central de cuidados paliativos y del centro de transporte del Rin. También fue representante en los tribunales de los estados de Hesse-Darmstadt y Nassau, de la antigua Confederación del Rin, para controlar sus responsabilidades por los costos militares conjuntos contra Francia. Incluso después del fin del departamento administrativo central, Federico conservó la administración de la Administración Marítima del Rin. No fue hasta 1817 que la Comisión de Navegación del Rin ocupó su lugar. Desempeñó un papel clave en la preparación para el establecimiento de esta comisión.
En el Congreso de Viena de 1814 fue asesor de Hardenberg y especialmente del Barón de Stein. Federico también participó en el borrador de una constitución de Stein y Hardenberg. También dirigió las negociaciones al respecto en Viena . Pero el borrador fracasó debido a preocupaciones de varios sectores. Desde el mismo año es uno de los actores aristocráticos más importantes como presidente de la Asociación Mediatizada. Por ejemplo, en el Congreso de Viena defendió a los príncipes en Baden y Württemberg que fueron afectados por la Mediatización alemana.
En 1815, Solms defendió en un memorando la dignidad imperial alemana a favor de la Casa de Habsburgo.

### LosCien díasdeNapoleón
En el contexto del regreso de Napoleón del exilio, Solms-Laubach ingresó en la administración pública prusiana en 1815 sin perder la esperanza de la renovación del imperio. En lugar de preservar la provincia del Bajo Rin como se esperaba, Solms fue nombrado en 1816 presidente principal de la provincia de Jülich-Cléveris-Berg con sede en Colonia y, al mismo tiempo, primer presidente del distrito en Colonia. Después de la muerte de Federico, las dos provincias se unieron para formar la Provincia del Rin.
Federico ya participó activamente en la remodelación de la nueva provincia. La organización de la administración de la provincia de Colonia siguió esencialmente sus sugerencias. También jugó un papel clave en la división del área en distritos. Más tarde también comentó en numerosos informes la futura configuración del cargo de presidente. El objetivo era mejorar sus competencias en comparación con las de los gobiernos distritales y aumentar la influencia de los presidentes superiores sobre el gobierno central. Esto se incorporó a las instrucciones de 1817 y al reglamento departamental de 1818. El 6 de diciembre de 1817, de conformidad con el artículo 13 de las instrucciones para los presidentes antes mencionadas, dimitió de la presidencia del gobierno de Colonia.
La principal tarea de Federico fue la integración de la población renana en el estado prusiano. Esto se hizo más difícil por las medidas adoptadas por el gobierno central. Esto incluye la censura del Rheinischer Merkur y el trato a Joseph Görres. En particular, la transición a la era de la reacción con las decisiones de Karlsbad y el incumplimiento de la promesa constitucional de Federico Guillermo III de Prusia, han dificultado aún más la tarea del conde. Además, hubo críticas al servicio militar obligatorio, el miedo a perder el sistema judicial de influencia francesa y los efectos económicos negativos del levantamiento del bloqueo continental. Lo que funcionó a favor de Federico fue que no era un centralista y burócrata en el espíritu de Hardenberg, sino que más bien adoptó la línea más liberal de Stein.
En 1818 se convirtió en el primer conservador de la recién fundada Universidad de Bonn. En 1819 fue elegido miembro de la Academia Alemana de las Ciencias Naturales Leopoldina.

### Vida como señor mediatizado
En relación con la formación de la Confederación del Rin, Solms-Laubach perdió su soberanía ante el Gran Ducado de Hesse en 1806 mediante la Ley de la Confederación del Rin. Al igual que los jefes de las otras casas mediatizadas, Federico, como señor mediatizado, también recibió por constitución un escaño en la primera cámara de los estados estatales con la creación de los estados estatales del Gran Ducado de Hesse. Fue miembro de este desde 1820 hasta su muerte en 1822 sin incorporarse formalmente a él. Luis I incluso lo nombró presidente de la cámara, pero prefirió no presentarse a las sesiones del parlamento estatal. En su lugar presidió las reuniones el príncipe heredero Luis. Su hijo Otto zu Solms-Laubach fue su sucesor.

## Matrimonio y descendencia
En 1797 se casó con Henriette von Degenfeld-Schomberg (nacida el 23 de diciembre de 1776 en Stuttgart; † el 26 de enero de 1847 en Laubach). Henriette von Degenfeld-Schomberg era hija del noble Christoph Graf von Degenfeld-Schomberg y de su esposa Friederike Helene Elisabeth de soltera Riedesel Freiin zu Eisenbach, así como nieta del general y ministro de guerra Christoph Martin von Degenfeld-Schomberg. El matrimonio resultó en cuatro hijos y una hija:
- Otón (1799-1872) casado en 1832 con la Princesa Luitgarde zu Wied (* 4 de marzo de 1813 - † 9 de junio de 1870), hija de Johann August Karl zu Wied
- Reinhard (1801-1870), general de división prusiano. Casado en 1836 con la Princesa Ida zu Isenburg-Büdingen en Büdingen (* 10 de marzo de 1817; † 31 de julio de 1900), hija de Ernesto Casimiro I.
- Rodolfo (* 1 de marzo de 1803; † 28 de octubre de 1884)
- Jorge (* 24 de octubre de 1805; † 3 de abril de 1870)
- Ottilie (1807-1884) ⚭ 1828 Príncipe Federico Guillermo Fernando de Solms-Braunfels (1797-1873)